# Micrathyria divergens
Micrathyria divergens är en trollsländeart som beskrevs av Westfall 1992. Micrathyria divergens ingår i släktet Micrathyria och familjen segeltrollsländor. IUCN kategoriserar arten globalt som sårbar. Inga underarter finns listade i Catalogue of Life.